# Campeonato Mundial de Baloncesto de 1954
El II Campeonato mundial de baloncesto de 1954 organizado por la Federación Internacional de Baloncesto se llevó a cabo en Río de Janeiro, Brasil entre el 23 de octubre y el 5 de noviembre de 1954. Para esta edición participaron 12 selecciones (2 más que 1950). La sorpresa fue que Argentina decidió no asistir al mundial para defender el título mundial fiba 1950 como primer campeón del mundo.
Se consagró campeón Selección de Estados Unidos que terminó con un récord 9-0 y obtuvo el título al vencer al anfitrión Brasil 62-41 en la última fecha de la fase final.

## Antecedentes
El torneo se iba a llevar a cabo en la ciudad de São Paulo ya que también celebraría 400 años de su fundación pero al tener problemas con la estructura del techo del pabellón el torneo se trasladó a la ciudad de Río de Janeiro.
Brasil no mantenía buenas relaciones con los países del bloque socialista por lo que las selecciones de Checoslovaquia, Hungría, y la Unión Soviética no asistieron al torneo y fueron reemplazados por Francia, Israel y Yugoslavia.

## Sedes

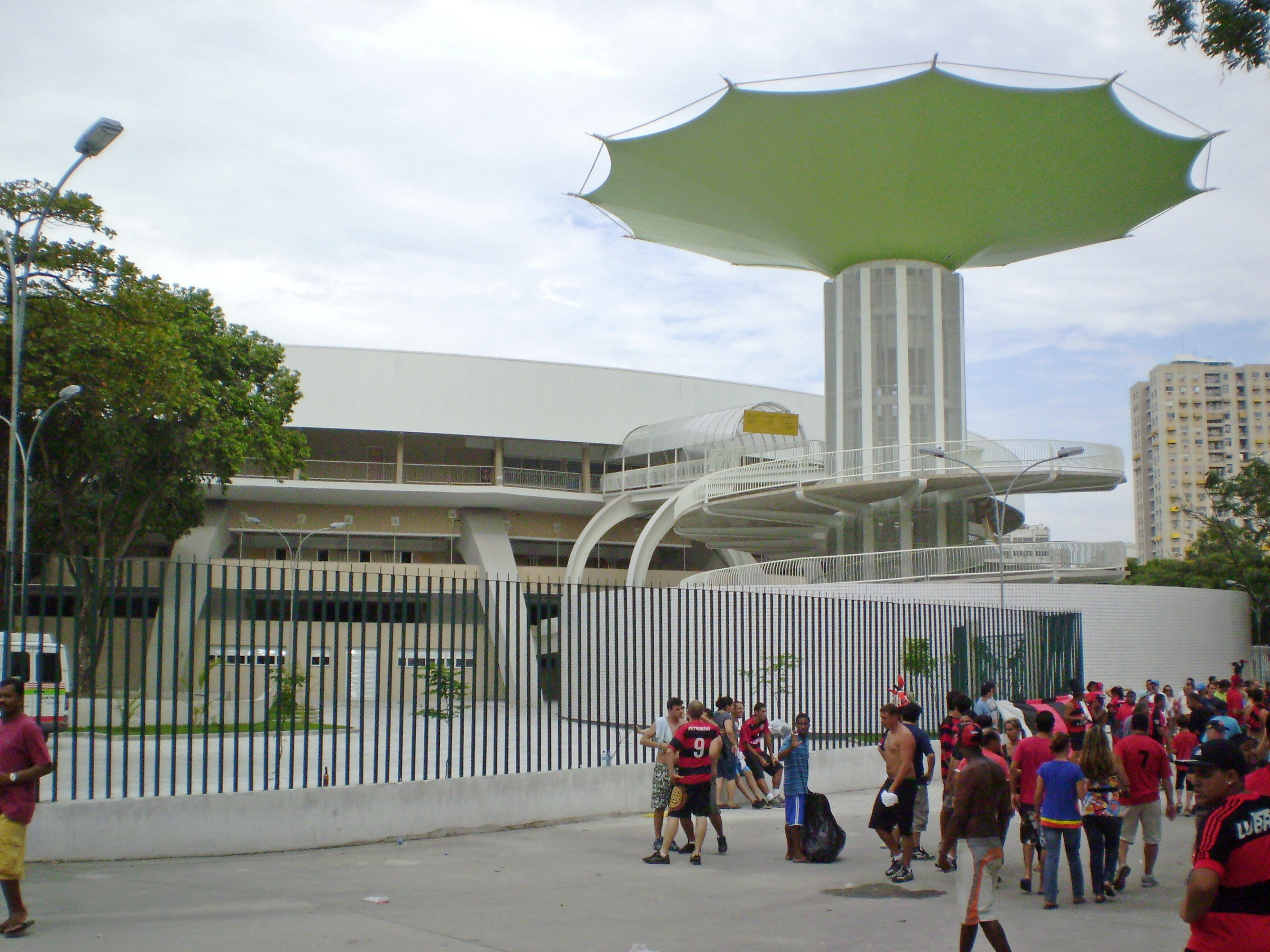
Maracanãzinho, sede del Mundial de 1954.

| Ciudad         | Instalación   | Capacidad |
| -------------- | ------------- | --------- |
| Río de Janeiro | Maracanãzinho | 35 000    |

## Equipos participantes
| América                                                  | Asia             | Europa                    |
| -------------------------------------------------------- | ---------------- | ------------------------- |
| Brasil Canadá Chile Estados Unidos Paraguay Perú Uruguay | Filipinas Taiwán | Francia Israel Yugoslavia |

| Brasil: 2.ª Participación (2.ª Consecutiva desde 1950)  | Canadá: 1.ª Participación                                     |
| Chile: 2.ª Participación (2.ª Consecutiva desde 1950)   | Estados Unidos:2.ª Participación (2.ª Consecutiva desde 1950) |
| Filipinas: 1.ª Participación                            | Taiwán:1.ª Participación                                      |
| Francia: 2.ª Participación (2.ª Consecutiva desde 1950) | Israel:1.ª Participación                                      |
| Paraguay: 1.ª Participación                             | Perú:2.ª Participación (2.ª Consecutiva desde 1950)           |
| Uruguay: 1.ª Participación                              | Yugoslavia:2.ª Participación (2.ª Consecutiva desde 1950)     |

## Árbitros
| Aladino Astuto Renato Righetto Hélio Louzada Noli Coutinho Orlando Tabuso Angelo Benvenuto | Earl Schlup Pietro Reverberi Alberto Pedro Eduardo Airaldi Juan M. Rossini |

- La final fue dirigida por Eduardo Airaldi y Alberto Pedro.

## Ronda Preliminar

### Grupo A
|   | Equipo    | Pts | G | P | PF  | PC  | Dif |
| - | --------- | --- | - | - | --- | --- | --- |
| 1 | Brasil    | 4   | 2 | 0 | 160 | 114 | 46  |
| 2 | Filipinas | 3   | 1 | 1 | 126 | 151 | -25 |
| 3 | Paraguay  | 2   | 0 | 2 | 104 | 125 | -21 |

| 23 de octubre           | Filipinas               | 64-52                   | Paraguay                    |  |
| Reporte                 |                         |                         |                             |  |
| Parciales: 26-27, 38-25 | Parciales: 26-27, 38-25 | Parciales: 26-27, 38-25 | Maracazinho, Río de Janeiro |  |

| 24 de octubre           | Brasil                  | 99-62                   | Filipinas                   |  |
| Reporte                 |                         |                         |                             |  |
| Parciales: 44-22, 55-40 | Parciales: 44-22, 55-40 | Parciales: 44-22, 55-40 | Maracazinho, Río de Janeiro |  |

| 25 de octubre           | Paraguay                | 52-61                   | Brasil                      |  |
| Reporte                 |                         |                         |                             |  |
| Parciales: 17-33, 35-28 | Parciales: 17-33, 35-28 | Parciales: 17-33, 35-28 | Maracazinho, Río de Janeiro |  |

### Grupo B
|   | Equipo         | Pts | G | P | PF  | PC  | Dif |
| - | -------------- | --- | - | - | --- | --- | --- |
| 1 | Estados Unidos | 4   | 2 | 0 | 132 | 88  | 44  |
| 2 | Canadá         | 3   | 1 | 1 | 105 | 117 | -12 |
| 3 | Perú           | 2   | 0 | 2 | 109 | 141 | -32 |

| 23 de octubre           | Canadá                  | 68-58                   | Perú                        |  |
| Reporte                 |                         |                         |                             |  |
| Parciales: 28-33, 40-25 | Parciales: 28-33, 40-25 | Parciales: 28-33, 40-25 | Maracazinho, Río de Janeiro |  |

| 24 de octubre           | Canadá                  | 37-59                   | Estados Unidos              |  |
| Reporte                 |                         |                         |                             |  |
| Parciales: 18-33, 19-26 | Parciales: 18-33, 19-26 | Parciales: 18-33, 19-26 | Maracazinho, Río de Janeiro |  |

| 25 de octubre           | Estados Unidos          | 73-51                   | Perú                        |  |
| Reporte                 |                         |                         |                             |  |
| Parciales: 26-24, 25-49 | Parciales: 26-24, 25-49 | Parciales: 26-24, 25-49 | Maracazinho, Río de Janeiro |  |

### Grupo C
|   | Equipo     | Pts | G | P | PF  | PC  | Dif |
| - | ---------- | --- | - | - | --- | --- | --- |
| 1 | Uruguay    | 4   | 2 | 0 | 113 | 98  | 15  |
| 2 | Francia    | 3   | 1 | 1 | 113 | 118 | -5  |
| 3 | Yugoslavia | 2   | 0 | 2 | 112 | 122 | -10 |

| 24 de octubre                    | Yugoslavia                       | 52-55                            | Uruguay                     |  |
| Reporte                          |                                  |                                  |                             |  |
| Parciales: 23-23, 28-28; TE: 1-4 | Parciales: 23-23, 28-28; TE: 1-4 | Parciales: 23-23, 28-28; TE: 1-4 | Maracazinho, Río de Janeiro |  |

| 25 de octubre           | Francia                 | 67-60                   | Yugoslavia                  |  |
| Reporte                 |                         |                         |                             |  |
| Parciales: 33-26, 34-34 | Parciales: 33-26, 34-34 | Parciales: 33-26, 34-34 | Maracazinho, Río de Janeiro |  |

| 26 de octubre           | Uruguay                 | 58-46                   | Francia                     |  |
| Reporte                 |                         |                         |                             |  |
| Parciales: 34-15, 24-31 | Parciales: 34-15, 24-31 | Parciales: 34-15, 24-31 | Maracazinho, Río de Janeiro |  |

### Grupo D
|   | Equipo  | Pts | G | P | PF  | PC  | Dif |
| - | ------- | --- | - | - | --- | --- | --- |
| 1 | Formosa | 3   | 1 | 1 | 115 | 113 | 2   |
| 2 | Israel  | 3   | 1 | 1 | 100 | 98  | 2   |
| 3 | Chile   | 3   | 1 | 1 | 117 | 121 | -4  |

| 24 de octubre           | Israel                  | 45-49                   | Taiwán                      |  |
| Reporte                 |                         |                         |                             |  |
| Parciales: 27-25, 18-24 | Parciales: 27-25, 18-24 | Parciales: 27-25, 18-24 | Maracazinho, Río de Janeiro |  |

| 25 de octubre           | Taiwán                  | 66-68                   | Chile                       |  |
| Reporte                 |                         |                         |                             |  |
| Parciales: 28-27, 38-41 | Parciales: 28-27, 38-41 | Parciales: 28-27, 38-41 | Maracazinho, Río de Janeiro |  |

| 26 de octubre           | Israel                  | 55-49                   | Chile                       |  |
| Reporte                 |                         |                         |                             |  |
| Parciales: 18-25, 37-24 | Parciales: 18-25, 37-24 | Parciales: 18-25, 37-24 | Maracazinho, Río de Janeiro |  |

## Ronda de Calificación
|    | Equipo     | Pts | G | P | PF  | PC  | Dif |
| -- | ---------- | --- | - | - | --- | --- | --- |
| 9  | Paraguay   | 6   | 3 | 0 | 193 | 177 | 16  |
| 10 | Chile      | 5   | 2 | 1 | 179 | 170 | 9   |
| 11 | Yugoslavia | 4   | 1 | 2 | 210 | 221 | -11 |
| 12 | Perú       | 3   | 0 | 3 | 190 | 204 | -14 |

| 29 de octubre           | Yugoslavia              | 62-70                   | Chile                       |  |
| Reporte                 |                         |                         |                             |  |
| Parciales: 22-35, 37-35 | Parciales: 22-35, 37-35 | Parciales: 22-35, 37-35 | Maracazinho, Río de Janeiro |  |

| 30 de octubre           | Paraguay                | 66-58                   | Perú                        |  |
| Reporte                 |                         |                         |                             |  |
| Parciales: 28-34, 38-24 | Parciales: 28-34, 38-24 | Parciales: 28-34, 38-24 | Maracazinho, Río de Janeiro |  |

| 31 de octubre                    | Yugoslavia                       | 86-84                            | Perú                        |  |
| Reporte                          |                                  |                                  |                             |  |
| Parciales: 39-44, 42-37; TE: 5-3 | Parciales: 39-44, 42-37; TE: 5-3 | Parciales: 39-44, 42-37; TE: 5-3 | Maracazinho, Río de Janeiro |  |

| 1 de noviembre          | Chile                   | 57-60                   | Paraguay                    |  |
| Reporte                 |                         |                         |                             |  |
| Parciales: 30-22, 27-38 | Parciales: 30-22, 27-38 | Parciales: 30-22, 27-38 | Maracazinho, Río de Janeiro |  |

| 3 de noviembre          | Yugoslavia              | 62-67                   | Paraguay                    |  |
| Reporte                 |                         |                         |                             |  |
| Parciales: 28-37, 34-30 | Parciales: 28-37, 34-30 | Parciales: 28-37, 34-30 | Maracazinho, Río de Janeiro |  |

| 4 de noviembre          | Perú                    | 48-52                   | Chile                       |  |
| Reporte                 |                         |                         |                             |  |
| Parciales: 25-30, 23-22 | Parciales: 25-30, 23-22 | Parciales: 25-30, 23-22 | Maracazinho, Río de Janeiro |  |

## Ronda Final
|                   | Equipo         | Pts | G | P | PF  | PC  | Dif  |
| ----------------- | -------------- | --- | - | - | --- | --- | ---- |
| Medalla de oro    | Estados Unidos | 14  | 7 | 0 | 482 | 300 | 182  |
| Medalla de plata  | Brasil         | 13  | 6 | 1 | 418 | 341 | 77   |
| Medalla de bronce | Filipinas      | 12  | 5 | 2 | 438 | 406 | 32   |
| 4                 | Francia        | 10  | 3 | 4 | 371 | 392 | -21  |
| 5                 | Formosa        | 9   | 2 | 5 | 345 | 405 | -60  |
| 6                 | Uruguay        | 9   | 2 | 5 | 422 | 446 | -24  |
| 7                 | Canadá         | 9   | 2 | 5 | 433 | 498 | -65  |
| 8                 | Israel         | 8   | 1 | 6 | 330 | 451 | -121 |

### Día 1
| 27 de octubre           | Canadá                  | 50-43                   | Israel                      |  |
| Reporte                 |                         |                         |                             |  |
| Parciales: 33-22, 17-21 | Parciales: 33-22, 17-21 | Parciales: 33-22, 17-21 | Maracazinho, Río de Janeiro |  |

| 27 de octubre           | Francia                 | 57-49                   | Uruguay                     |  |
| Reporte                 |                         |                         |                             |  |
| Parciales: 23-22, 34-27 | Parciales: 23-22, 34-27 | Parciales: 23-22, 34-27 | Maracazinho, Río de Janeiro |  |

| 27 de octubre           | Formosa                 | 44-61                   | Brasil                      |  |
| Reporte                 |                         |                         |                             |  |
| Parciales: 26-32, 18-29 | Parciales: 26-32, 18-29 | Parciales: 26-32, 18-29 | Maracazinho, Río de Janeiro |  |

| 27 de octubre           | Filipinas               | 43-56                   | Estados Unidos              |  |
| Reporte                 |                         |                         |                             |  |
| Parciales: 22-25, 21-31 | Parciales: 22-25, 21-31 | Parciales: 22-25, 21-31 | Maracazinho, Río de Janeiro |  |

### Día 2
| 28 de octubre           | Uruguay                 | 66-67                   | Canadá                      |  |
| Reporte                 |                         |                         |                             |  |
| Parciales: 29-35, 37-32 | Parciales: 29-35, 37-32 | Parciales: 29-35, 37-32 | Maracazinho, Río de Janeiro |  |

| 28 de octubre           | Israel                  | 46-68                   | Brasil                      |  |
| Reporte                 |                         |                         |                             |  |
| Parciales: 20-31, 26-37 | Parciales: 20-31, 26-37 | Parciales: 20-31, 26-37 | Maracazinho, Río de Janeiro |  |

| 28 de octubre           | Francia                 | 49-70                   | Estados Unidos              |  |
| Reporte                 |                         |                         |                             |  |
| Parciales: 21-32, 28-38 | Parciales: 21-32, 28-38 | Parciales: 21-32, 28-38 | Maracazinho, Río de Janeiro |  |

### Día 3
| 29 de octubre           | Formosa                 | 38-48                   | Filipinas                   |  |
| Reporte                 |                         |                         |                             |  |
| Parciales: 21-21, 17-27 | Parciales: 21-21, 17-27 | Parciales: 21-21, 17-27 | Maracazinho, Río de Janeiro |  |

| 29 de octubre           | Canadá                  | 67-82                   | Brasil                      |  |
| Reporte                 |                         |                         |                             |  |
| Parciales: 22-43, 45-39 | Parciales: 22-43, 45-39 | Parciales: 22-43, 45-39 | Maracazinho, Río de Janeiro |  |

| 29 de octubre           | Uruguay                 | 59-64                   | Estados Unidos              |  |
| Reporte                 |                         |                         |                             |  |
| Parciales: 26-30, 33-34 | Parciales: 26-30, 33-34 | Parciales: 26-30, 33-34 | Maracazinho, Río de Janeiro |  |

### Día 4
| 30 de octubre           | Israel                  | 56-90                   | Filipinas                   |  |
| Reporte                 |                         |                         |                             |  |
| Parciales: 30-37, 26-53 | Parciales: 30-37, 26-53 | Parciales: 30-37, 26-53 | Maracazinho, Río de Janeiro |  |

| 30 de octubre           | Francia                 | 58-48                   | Formosa                     |  |
| Reporte                 |                         |                         |                             |  |
| Parciales: 27-22, 31-26 | Parciales: 27-22, 31-26 | Parciales: 27-22, 31-26 | Maracazinho, Río de Janeiro |  |

| 30 de octubre           | Canadá                  | 50-84                   | Estados Unidos              |  |
| Reporte                 |                         |                         |                             |  |
| Parciales: 30-47, 20-37 | Parciales: 30-47, 20-37 | Parciales: 30-47, 20-37 | Maracazinho, Río de Janeiro |  |

### Día 5
| 31 de octubre           | Brasil                  | 57-41                   | Filipinas                   |  |
| Reporte                 |                         |                         |                             |  |
| Parciales: 35-23, 22-18 | Parciales: 35-23, 22-18 | Parciales: 35-23, 22-18 | Maracazinho, Río de Janeiro |  |

| 31 de octubre           | Uruguay                 | 67-62                   | Formosa                     |  |
| Reporte                 |                         |                         |                             |  |
| Parciales: 28-33, 39-29 | Parciales: 28-33, 39-29 | Parciales: 28-33, 39-29 | Maracazinho, Río de Janeiro |  |

| 31 de octubre                    | Israel                           | 48-45                            | Francia                     |  |
| Reporte                          |                                  |                                  |                             |  |
| Parciales: 21-17, 22-25; TE: 5-2 | Parciales: 21-17, 22-25; TE: 5-2 | Parciales: 21-17, 22-25; TE: 5-2 | Maracazinho, Río de Janeiro |  |

### Día 6
| 1 de noviembre          | Canadá                  | 76-83                   | Filipinas                   |  |
| Reporte                 |                         |                         |                             |  |
| Parciales: 35-41, 41-42 | Parciales: 35-41, 41-42 | Parciales: 35-41, 41-42 | Maracazinho, Río de Janeiro |  |

| 1 de noviembre          | Estados Unidos          | 72-28                   | Formosa                     |  |
| Reporte                 |                         |                         |                             |  |
| Parciales: 31-11, 41-17 | Parciales: 31-11, 41-17 | Parciales: 31-11, 41-17 | Maracazinho, Río de Janeiro |  |

| 1 de noviembre          | Brasil                  | 49-36                   | Francia                     |  |
| Reporte                 |                         |                         |                             |  |
| Parciales: 25-14, 24-22 | Parciales: 25-14, 24-22 | Parciales: 25-14, 24-22 | Maracazinho, Río de Janeiro |  |

### Día 7
| 3 de noviembre          | Uruguay                 | 73-69                   | Israel                      |  |
| Reporte                 |                         |                         |                             |  |
| Parciales: 32-31, 41-38 | Parciales: 32-31, 41-38 | Parciales: 32-31, 41-38 | Maracazinho, Río de Janeiro |  |

| 3 de noviembre          | Canadá                  | 61-74                   | Formosa                     |  |
| Reporte                 |                         |                         |                             |  |
| Parciales: 29-29, 32-45 | Parciales: 29-29, 32-45 | Parciales: 29-29, 32-45 | Maracazinho, Río de Janeiro |  |

| 3 de noviembre          | Filipinas               | 66-60                   | Francia                     |  |
| Reporte                 |                         |                         |                             |  |
| Parciales: 25-23, 41-37 | Parciales: 25-23, 41-37 | Parciales: 25-23, 41-37 | Maracazinho, Río de Janeiro |  |

### Día 8
| 4 de noviembre          | Estados Unidos          | 74-30                   | Israel                      |  |
| Reporte                 |                         |                         |                             |  |
| Parciales: 36-20, 38-10 | Parciales: 36-20, 38-10 | Parciales: 36-20, 38-10 | Maracazinho, Río de Janeiro |  |

| 4 de noviembre          | Brasil                  | 60-45                   | Uruguay                     |  |
| Reporte                 |                         |                         |                             |  |
| Parciales: 24-23, 36-22 | Parciales: 24-23, 36-22 | Parciales: 24-23, 36-22 | Maracazinho, Río de Janeiro |  |

| 4 de noviembre          | Canadá                  | 62-66                   | Francia                     |  |
| Reporte                 |                         |                         |                             |  |
| Parciales: 32-27, 30-29 | Parciales: 32-27, 30-29 | Parciales: 32-27, 30-29 | Maracazinho, Río de Janeiro |  |

### Día 9
| 5 de noviembre          | Formosa                 | 51-38                   | Israel                      |  |
| Reporte                 |                         |                         |                             |  |
| Parciales: 27-12, 24-26 | Parciales: 27-12, 24-26 | Parciales: 27-12, 24-26 | Maracazinho, Río de Janeiro |  |

| 5 de noviembre          | Filipinas               | 67-63                   | Uruguay                     |  |
| Reporte                 |                         |                         |                             |  |
| Parciales: 32-32, 35-31 | Parciales: 32-32, 35-31 | Parciales: 32-32, 35-31 | Maracazinho, Río de Janeiro |  |

| 5 de noviembre          | Estados Unidos          | 62-41                   | Brasil                      |  |
| Reporte                 |                         |                         |                             |  |
| Parciales: 35-19, 27-22 | Parciales: 35-19, 27-22 | Parciales: 35-19, 27-22 | Maracazinho, Río de Janeiro |  |

## Clasificación final
|                   | Equipo         | Pts | G | P | PF  | PC  | Dif  |
| ----------------- | -------------- | --- | - | - | --- | --- | ---- |
| Medalla de oro    | Estados Unidos | 18  | 9 | 0 | 614 | 388 | 226  |
| Medalla de plata  | Brasil         | 17  | 8 | 1 | 578 | 455 | 123  |
| Medalla de bronce | Filipinas      | 15  | 6 | 3 | 564 | 557 | 7    |
|                   |                |     |   |   |     |     |      |
| 4                 | Francia        | 13  | 4 | 5 | 484 | 510 | -26  |
| 5                 | Formosa        | 12  | 3 | 6 | 460 | 518 | -58  |
| 6                 | Uruguay        | 13  | 4 | 5 | 535 | 544 | -9   |
| 7                 | Canadá         | 12  | 3 | 6 | 538 | 615 | -77  |
| 8                 | Israel         | 11  | 2 | 7 | 430 | 549 | -119 |
|                   |                |     |   |   |     |     |      |
| 9                 | Paraguay       | 8   | 3 | 2 | 297 | 302 | -5   |
| 10                | Chile          | 8   | 3 | 2 | 296 | 291 | 5    |
| 11                | Yugoslavia     | 6   | 1 | 4 | 322 | 343 | -21  |
| 12                | Perú           | 5   | 0 | 5 | 299 | 345 | -46  |

Nota: Puede parecer que la clasificación está desordenada respecto a los puntos, pero estos puntos tienen valor relativo, ya que lo importante es la clasificación obtenida en las dos liguillas finales, idependientemente de la puntuación obtenida en los partidos de clasificación para las mismas, que están incluidos en la tabla como mero dato estadístico.
|                                    |
|                                    |
| Campeón Estados Unidos 1.er título |

## Anotadores
| Jugador            | Puntos |
| ------------------ | ------ |
| Oscar Moglia       | 168    |
| Carl Ridd          | 164    |
| Carlos Loyzaga     | 148    |
| James Kirby Minter | 100    |
| Amaury Pasos       | 100    |
| Doug Gresham       | 98     |
| Angelo Bonfietti   | 97     |
| Abraham Shaneir    | 97     |
| Jean Paul Beugnot  | 96     |
| Wlamir Marques     | 95     |

| Jugador           | Pts/Partido |
| ----------------- | ----------- |
| Oscar Moglia      | 18.6        |
| Carl Ridd         | 18.2        |
| Rodolfo Salas     | 18.0        |
| Carlos Loyzaga    | 16.4        |
| Víctor Mahana     | 16.4        |
| Arístides Isusi   | 16.0        |
| Lauro Mumar       | 14.8        |
| Bogdan Muller     | 14.2        |
| Francisco Yegros  | 13.5        |
| Jean Paul Beugnot | 12.0        |

## Marcas
+ puntos en un partido: 170 (86-84;  Yugoslavia- Perú)

- puntos en un partido: 86 (49-36;  Brasil- Francia)
+ puntos en un partido (ganador): 99 ( Brasil)

- puntos en un partido (perdedor): 28 ( Formosa)
Mayor victoria: +44 (72-28;  Estados Unidos- Formosa) y (74-30;  Estados Unidos- Israel)

## Curiosidades
- La selección de Estados Unidos fue representado por el club Peoria Caterpillars.[2]